# أندرياس شتاينر (لاعب كرة قدم)
أندرياس شتاينر هو لاعب كرة قدم سويسري، ولد في 23 أغسطس 1971.